# Shade Empire
Shade Empire – fińska grupa muzyczna wykonująca symfoniczny black metal, założona w 1999 roku w Kuopio.

## Dyskografia
źródło

### Albumy studyjne
- Sinthetic (2004)
- Intoxicate O.S. (2006)
- Zero Nexus (2008)
- Omega Arcane (2013)
- Poetry of the Ill-Minded (2017)
- Sunholy (2023)

### Single
- Slitwrist Ecstasy (2006)

### Dema
- Throne of Eternal Night (2000)
- Daemon (2001)
- Essence of Pain (2002)

## Członkowie zespołu
- Juha Harju – śpiew
- Janne Niiranen – gitara
- Juha Sirkkiä – gitara
- Olli Savolainen – instrumenty klawiszowe
- Eero Mantere – gitara basowa
- Erno Räsänen – perkusja

### Byli członkowie
- Antti Makkonen – perkusja (1999–2006)
- Tero Liimatainen – gitara (1999)